# کریستین هدیی
کریستین هدیی (انگلیسی: Krisztián Hegyi؛ زادهٔ ۲۴ سپتامبر ۲۰۰۲) بازیکن فوتبال است.
وی همچنین در تیم‌ ملی فوتبال زیر ۲۱ سال مجارستان بازی کرده‌است.